# EU-25
EU-25 je okrajšava za Evropsko unijo s 25 državami članicami. 25 je bilo število članic med 1. majem 2004 in 1. januarjem 2007, ko sta Bolgarija in Romunija tudi postali članici.